# マーク武蔵
マーク武蔵（マークむさし、1977年4月26日 - ）は、アメリカ人の父と日本人の母を持つ武術太極拳の武道家であり、スタントマン・俳優・スーツアクターである。本名：Masaru Fulenwider-Musashi、身長178cm、体重70kg、血液型O型。AAC STUNTS所属。アメリカ合衆国におけるエージェントはVOX（モーション・キャプチャー・声優）。

## プロフィール
岩手県生まれ、米国メイン州ニューイングランド育ち。
米国ダートマス・カレッジで東アジア語/文学・演劇専攻。在学中ダートマス・カンフー・クラブに参加。1998年同クラブの仲間と武術を学びに中国へ約半年間留学。大学卒業後、JETプログラムの英語教師として来日し教壇に立つ傍ら、中国武術の練習を続けた。日本での所属武術協会を通じてWing社のCMにスカウトされ、この仕事を通してAAC STUNTSと出会うことになった。同社入社後はアクションの訓練を受ける傍ら、主にゲームのモーションアクターなどの仕事をしていたが、2004年に『Sh15uya』（関東ローカルのTVドラマ）のピース役で俳優としての本格的なデビューを果たす。これは彼が初めてAACの横山誠（『Sh15uya』のアクション監督）と組んだ仕事でもあり、得意の剣術、槍術、酔拳など中国武術をフルに生かしたアクションで人気を博した。その後、横山がアクション監督を務めた作品『仮面ライダー THE FIRST』、『牙狼-GARO-』、『キューティーハニー THE LIVE』に続けて出演し、全国の特撮ファン・アクションファンに名前を知られるようになった。
衣装の上からでも分かるほど発達した脚の筋肉が特徴。その脚力を活かした蹴り技や跳躍に卓抜の冴えがあり、『仮面ライダー THE FIRST』などで見られる連続蹴りの妙技は、時として視認できないほどの速度に達する。また『牙狼-GARO-』や『Sh15uya』では無国籍な顔立ちを活かし、ミステリアスで印象深いキャラクターを演じた。
2008年1月より活動の拠点を米国に移し、現在はハリウッドで俳優・スタントマンとして活動中。

## 武術大会における主な成績
- 2002年 全米中国武術大会(US Wushu Union)男子の部　総合優勝
- 2003年 全日本武術太極拳競技大会　剣術Aの部：優勝、槍術Aの部：優勝
- 2004年 全日本武術太極拳選手権大会　剣術Aの部：優勝
- 2005年 全日本武術太極拳競技大会　剣術Aの部：優勝、槍術Aの部：優勝
- 2005年 全日本武術太極拳選手権大会　剣術Aの部：第二位、槍術Aの部：優勝

## 主な関連作品

### 映画

#### 日本
- ゴジラ・モスラ・キングギドラ 大怪獣総攻撃（2001年）スタント
- キューティーハニー（2004年）パンサークロー、警官役
- デビルマン（2004年）ロサンゼルス警察の警官役
- 渋谷物語（2004年）憲兵役
- 仮面ライダー THE FIRST（2005年） 仮面ライダー2号のスーツアクター、仮面ライダー1号のスーツアクター（一部のカットのみ）[1]、ビルの警備員、スタント
- 小さき勇者たち〜ガメラ〜（2006年）スタント
- スケバン刑事 コードネーム=麻宮サキ（2006年）敵方の用心棒・呉役
- 仮面ライダー THE NEXT（2007年）ショッカーライダーのスーツアクター、ワイヤーリガー
- 少林少女（2008年）武術指導

#### 海外
- ナイト ミュージアム2（2009年）モーションアクター
- ジョナス・ブラザーズ ザ・コンサート 3D（2009年）スタントコーディネーター
- アバター（2009年）モーションアクター
- Welcome Back Satan（2010年）イエス・キリスト

### TV

#### 日本
- Sh15uya（2004年1～3月、テレビ朝日）ピース役、スタント
- 牙狼<GARO>（2005年10月~2006年3月、テレビ東京）東の番犬所の従者コダマ役、主に銀牙騎士ゼロなどのスーツアクター、スタント
- 牙狼<GARO>スペシャル 白夜の魔獣（2006年12月、CSファミリー劇場）コダマ役、山刀翼のスタント、白夜騎士ダンのスーツアクター
- キューティーハニー THE LIVE（2007年10月〜2008年3月、テレビ東京）パンサークロー幹部 デューク渡役

#### 海外
- iCarlyのスペシャル番組 iGo to Japan（2008年11月、米国Nickelodeon）YUKIのスタント
- CSI:ニューヨーク（2008年11月、米国CBS）シーズン5 #8（通算#100）参考人Mackiyo Taylor役
- KAMEN RIDER DRAGON KNIGHT（2008年1月〜、米国The CW4Kids）仮面ライダーウイングナイトのスーツアクター、スタント
- Dollhouse（2009年12月、米国FOX）シーズン2 #9 スタント
- ウェイバリー通りのウィザードたち（2010年１月、米国ディズニーチャンネル）シーズン3 #9 スタント

### 配信
- ザ・コンチネンタル:ジョン・ウィックの世界から （2023年9月、Amazon prime） ヘンゼル

### CM
- ワコールWing社「キュッとアップパンツ」（2000年）モーションアクター
- 「カンフー・マスター」（2000年）

BS-iのCM、映画『ピンポン』の2枚組DTS特別版の特典ディスクに収録
- コカ・コーラ社 スカイダイビング編（2004年）スタント
- SUBARU社　軽 STELLA　仕事篇、恋愛篇（2008年）スタント

### ゲーム
- ディノクライシス3（2003年、カプコン）パトリック
- Dinosaur Hunting 〜失われた大地〜（2003年、マイクロソフト）
- バイオハザード アウトブレイク（2003年、カプコン）
- en:Teenage Mutant Ninja Turtles 2: Battle Nexus（2003年、コナミ）
- en:FIREFIGHTER F.D.18（2004年、コナミ）
- メタルギアソリッド ザ・ツインスネークス（2004年、コナミ）リキッド・スネーク、バルカン・レイヴン、DARPAチーフなど
- 剣豪3（2004年、元気）宍戸某
- メタルギアソリッド3 スネークイーター（2004年、コナミ）ヴォルギン大佐、ネイキッド・スネークなど
- SILENT HILL 4 THE ROOM（2004年、コナミ）
- ウォートラン トルーパーズ（2004年、コナミ）
- クリムゾンティアーズ（2004年、カプコン）
- HARD LUCK: RETURN OF THE HEROES（2004年、スパイク）
- ウルトラマン（2004年、バンダイ）
- 仮面ライダー剣（2004年、バンダイ）
- モンスターハンター（2004年、カプコン）
- 新選組群狼伝（2005年、セガ）
- 宇宙刑事魂（2006年、バンダイ）
- ファンタジーアース ゼロ（2006年、フェニックスソフト）
- GOD HAND（2006年、カプコン）
- デッドライジング（2006年、カプコン）
- 黄金騎士＜GARO＞（2006年、バンダイ）
- ロストオデッセイ（2007年、マイクロソフト）
- DISASTER DAY OF CRISIS（2008年、任天堂）
- ベヨネッタ（2009年、セガ）
- ロスト プラネット 2（2010年、カプコン）